# NGC 5317
NGC 5317 (другие обозначения — NGC 5364, UGC 8853, MCG 1-36-3, ZWG 46.9, IRAS13536+0515, PGC 49555) — спиральная галактика в созвездии Дева, находящаяся от Земли на расстоянии примерно в 54,5 миллиона световых лет.
NGC 5317 относится к спиральным галактикам с упорядоченной структурой; галактики данного типа имеют выраженные, хорошо очерченные спиральные рукава (такие галактики составляют ~ 10% всех известных спиральных галактик). В сравнении с другими галактиками с упорядоченной структурой NGC 5317 необычна асимметричными рукавами (данную особенность объясняют взаимодействиями NGC 5317 с соседней галактикой[какой?]).
Этот объект занесён в новый общий каталог несколько раз, с обозначениями NGC 5317, NGC 5364.
Этот объект входит в число перечисленных в оригинальной редакции «Нового общего каталога».